# Nada de más
«Nada de más» es una canción de la banda de pop electrónica mexicana Belanova, siendo este el primer sencillo lanzado de su cuarta producción discográfica Sueño Electro I (2010).

## Información general
La canción tiene letra de la misma vocalista Denisse Guerrero y arreglos musicales de Edgar Huerta (Teclista), Ricardo Arrelola (Guitarra) y cuentan con la participación de Israel Ulloa (Batería) para la grabación del disco.
El sencillo se estrenó el lunes 2 de agosto de 2010 en todas las estaciones de radio y está disponible para descarga digital.

## Formato y lista de canciones
Sencillo Digital Universal Music
Lanzamiento: 2 de agosto de 2010
| Descarga digital |               |               |       |
| 1                | "Nada De Más" | Album Version | 03:27 |

## Video musical
El videoclip de «Nada de más» fue rodado en la Ciudad de México, bajo la dirección de Simón Brand. El clip se desenvuelve en un quirófano espacial con un científico muy peculiar ambientado en una atmósfera futurista que involucrará a cada uno de los miembros del grupo en una historia espacial ad hoc, a la música vanguardista que han convertido en su sello personal.

## Posicionamiento
| Listas (2010)        | Posiciones |
| -------------------- | ---------- |
| México Itunes        | 2          |
| México Top 40        | 2          |
| México Top 100       | 4          |
| Latinoamérica Top 40 | 32         |